# Pathet Lao
Il Pathet Lao (in lingua lao: ປະເທດລາວ, pronuncia IPA: /pˈaʈʼˈeːt laːw/, lett. "Terra dei lao") fu un movimento politico laotiano di ispirazione comunista costituito tra il 13 ed il 15 agosto 1950 durante il Congresso dei Rappresentanti del Popolo convocato dal principe Souphanouvong. Il programma stilato nell'occasione prevedeva tra l'altro la sovranità e l'indipendenza del Paese (in quel momento organizzato in un regno sotto il controllo dell'Unione francese), l'uguaglianza fra tutte le etnie e l'unità coi popoli di Vietnam e Cambogia per la liberazione dell'Indocina.
È tuttora la denominazione ufficiale dello Stato laotiano e lo fu per la prima volta il 12 ottobre 1945, quando il movimento patriottico del Lao Issara destituì il re Sisavang Vong e fondò un'effimera repubblica che cadde nell'aprile del 1946. Il ritorno nel paese dei colonizzatori francesi, costretti alla fuga dall'invasione delle truppe dell'Impero giapponese nel marzo del 1945, rimise sul trono il sovrano che istituì il Regno del Laos, una monarchia costituzionale sotto il protettorato francese.

## Storia

### Antefatti
Il territorio dell'odierno Laos era stato parte del Regno laotiano di Lan Xang tra il XIV secolo e l'inizio del XVIII, quando Lan Xang si frantumò e si formarono i regni di Lan Xang Luang Prabang e di Lan Xang Vientiane nel 1707, e a sud il Regno di Champasak nel 1713. I tre regni vennero assoggettati tra il 1778 ed il 1781 dal Siam, l'odierna Thailandia, che ne fece degli Stati vassalli e si annetté il vasto territorio dell'altopiano di Khorat, l'odierno Isan. La ribellione del re di Vientiane Anuvong, nel 1826, si concluse dopo tre anni con l'esecuzione del sovrano, la distruzione di Vientiane, la deportazione di diverse centinaia di migliaia di laotiani nelle zone disabitate dell'Isan e l'annessione al Siam del Regno di Vientiane. Dopo tale annessione, il Regno di Luang Prabang tornò ad essere il solo Regno di Lan Xang, che continuava ad essere un vassallo siamese.
Nel XIX secolo esplose nel sudest asiatico il fenomeno della colonizzazione da parte delle potenze francesi e britanniche, che assoggettarono tutti i paesi dell'area ad eccezione del Siam. I francesi conquistarono dapprima il Vietnam e la Cambogia, poi nel 1893 costrinsero il Siam a cedere i territori sulla riva sinistra del Mekong al neonato Protettorato francese del Laos, con capitale a Vientiane. Il Paese riunificato in una formale repubblica venne ufficialmente chiamato Laos, traslitterazione in lingua francese del termine Lao (ລາວ), e fu diviso in 10 province; Il Regno di Luang Prabang fu affidato al locale re Sisavang Vong, al quale venne concesso il potere legislativo sulla provincia locale ma non il controllo dell'esercito, che restava in mano ai francesi. Inizialmente i laotiani accolsero favorevolmente il nuovo assetto politico, che li aveva affrancati dalla pesante dittatura siamese. In seguito si formarono movimenti di resistenza, buona parte dei quali confluì negli anni 1930 nel Partito Comunista Indocinese, formatosi in Vietnam in quel periodo.
Nel 1898, il Paese venne inserito nell'Indocina Francese, creata nel 1887. Nel 1904 vennero tolti al Siam ed annessi anche i territori oltre-Mekong dell'odierna Provincia di Xaignabouli e della parte occidentale del Principato di Champasak, che venne trasformato in una provincia di cui fu nominato governatore lo stesso principe. Questa situazione rimase pressoché inalterata per i decenni successivi, il Paese venne pacificato ed usato principalmente come Stato cuscinetto per proteggere i territori francesi da eventuali incursioni della vicina India britannica.

#### Seconda guerra mondiale
Lo scoppio della seconda guerra mondiale cambiò gli equilibri nella regione, soprattutto dopo l'invasione tedesca della Francia, che indebolì il governo dell'Indocina francese privandolo di gran parte dei rifornimenti. Ne approfittò dapprima l'Impero del Giappone, che a fine estate del 1940 dispiegò le proprie truppe in gran parte dell'Indocina francese con il permesso delle autorità nominate dal governo di Vichy, che preservò in tal modo la sovranità francese sui territori. Fu poi la volta del governo nazionalista di Bangkok, che provocò alla fine del 1940 la guerra franco-thailandese, al termine della quale recuperò con l'aiuto dei giapponesi parte dei territori laotiani ceduti ai francesi all'inizio del secolo.
La perdita dei territori oltre il Mekong provocò l'indignazione della corte di Luang Prabang, a cui i francesi avevano garantito la salvaguardia delle terre laotiane nell'ambito del protettorato. I francesi dovettero ammettere le ragioni di re Sisavang Vong, e al regno-provincia di Luang Prabang furono annesse le province di Vientiane, Xiangkhoang e Luang Namtha, che si aggiunsero a quelle di Phôngsali e Houaphan cedute nei decenni precedenti. Il trattato con cui furono annesse le province comprendeva un buon margine di autonomia per l'ingrandito regno, ed in questa fase si mise in evidenza il viceré Phetsarath, che diede un'eccellente organizzazione all'amministrazione e alle istituzioni laotiane. Per fronteggiare la propaganda anti-francese che i thailandesi infiltravano in Laos, le autorità coloniali promossero a partire dal 1941 la formazione di gruppi patriottici laotiani.

#### Lao Issara
Quando le sorti del conflitto furono sfavorevoli per le potenze dell'Asse, dal dicembre del 1944 truppe della Francia Libera del generale Charles de Gaulle, che aveva coagulato le forze della resistenza francese, vennero paracadutate in Laos per fronteggiare i giapponesi, che risposero occupando il Paese il 9 marzo 1945 e obbligando i francesi ad organizzarsi nella giungla. Le truppe giapponesi costrinsero l'8 aprile il re Sisavang Vong a proclamare l'indipendenza sotto la protezione di Tokyo; il sovrano firmò controvoglia perché avrebbe preferito il controllo francese a quello giapponese.
Il tracollo giapponese nel conflitto mondiale portò al ritiro delle truppe dal Laos nell'agosto del 1945 e Phetsarath, che era stato nominato dai giapponesi primo ministro, annunciò di propria iniziativa che il Paese confermava il proclama di indipendenza. Al rifiuto del sovrano di avallare il comunicato di Phetsarath. nell'autunno del 1945 fu instaurata in Laos un'effimera Repubblica chiamata Pathet Lao, retta dal movimento patriottico Lao Issara che detronizzò il re Sisavang Vong. Oltre a Phetsarath, tra i promotori di questa entità politica vi furono il fratello di Phetsarath Souvanna Phouma ed il fratellastro Souphanouvong, rientrato da un lungo soggiorno nel Vietnam, dove si era avvicinato alle posizioni dei comunisti Viet Minh di Ho Chi Minh.
Le truppe francesi, riorganizzatesi nelle aree rurali, ripresero nel 1946 il controllo del Paese, che divenne parte della neonata Unione Francese, mentre il direttivo di Lao Issara si rifugiò in Thailandia, dove organizzò un governo in esilio. Il Regno del Laos fu proclamato l'11 maggio 1947, il giorno in cui re Sisavang Vong, rimesso sul trono dai francesi, promulgò la nuova Costituzione. Souphanouvong fu tra i membri di Lao Issara in Thailandia, si rifugiarono ad Hanoi altri membri del movimento, tra cui i futuri capi del Partito Rivoluzionario del Popolo Lao Kaysone Phomvihane e Nouhak Phoumsavanh, convinti che l'indipendenza del Laos avrebbe potuto arrivare solo con l'appoggio dei nord-vietnamiti. Anche il comandante delle guarnigioni di Savannakhet Thao O Anourack si rifugiò ad Hanoi, dove accettò la proposta di fondare un comitato per la liberazione del Laos. Iniziò le operazioni militari nel nord del paese tenendosi in contatto con la dirigenza di Lao Issara di Bangkok.

### Fondazione del movimento Pathet Lao
Nel novembre 1947, un colpo di Stato pose fine in Thailandia all'egemonia di Pridi Banomyong, un progressista che aveva appoggiato l'attività anti-colonialista di Lao Issara. Privi del supporto governativo, molti dei moderati di Lao Issara accettarono l'offerta di lasciare l'organizzazione e rientrare in Patria in cambio dell'amnistia. La storia di Lao Issara ebbe fine dopo i contrasti tra Phetsarath e Souphanouvong, quando quest'ultimo scelse di continuare la lotta al fianco dei Viet Minh e si trasferì ad Hanoi alla fine del 1949.
In Vietnam Souphanouvong si riunì con Kaysone Phomvihane, Nouhak Phoumsavanh, Thao O Anourack, Tiao Souk Vongsak e Phoumi Vongvichit, la cui lotta armata per l'indipendenza del Laos era già cominciata con la formazione di organizzazioni appoggiate dai nord-vietnamiti, che avevano dato via alla guerra d'Indocina contro i francesi. Nel Congresso dei Rappresentanti del Popolo convocato da Souphanouvong nell'agosto del 1950 venne creato il Fronte del Laos Libero, emanazione dello storico Lao Issara, che si impegnava alla lotta unitaria anti-francese per la rifondazione della Nazione Lao, detta Pathet Lao. Fu formato un nuovo governo in esilio in cui entrarono anche ex ufficiali del governo reale laotiano e membri di alcune minoranze tribali del Laos.
L'infiltrazione di osservatori e truppe nord-vietnamite in Laos passò dalle 500 unità di fine 1946 alle 17.000 nel 1953. Nel 1950, Kaysone e Nouhak entrarono nel Partito Comunista Indocinese (PCI), che mise in atto la strategia di cooperare con i movimenti Viet Minh ed il nuovo Lao Issara, al cui interno vi erano anche membri non comunisti. Tale strategia fu necessaria soprattutto in Laos, dove la nozione di armonia diffusa dal Buddhismo si scontrava con la lotta di classe propugnata dai comunisti. Il previsto rovesciamento della monarchia fu tenuto segreto. Il PCI si era formato nel 1932 e nel 1951 si suddivise in tre distinti partiti in Vietnam, Laos e Cambogia. In questo periodo, dei 2.091 membri del PCI presenti in Laos, solo 31 erano laotiani. Il processo di formazione del partito in Laos fu lungo e incontrò le resistenze dei non comunisti del Pathet Lao. Fu infine fondato in segreto nel marzo del 1955 con il nome di compromesso Partito del Popolo Lao (in lingua lao: Phak Pasason Lao).

### Guerra civile laotiana
Tra il 1951 ed il 1952, sia il Pathet Lao, con l'aiuto dei nord-vietnamiti, che il Regno del Laos, con l'aiuto francese, formarono ed addestrarono un proprio esercito. Nell'aprile del 1953, un esercito di 40.000 Viet Minh, comandati dal generale Võ Nguyên Giáp e supportati da 2.000 militanti del Pathet Lao agli ordini di Souphanouvong, invasero il nord-est del paese con lo scopo di prendere Luang Prabang e la Piana delle Giare. Furono fronteggiati e respinti da 10.000 truppe reali affiancate da 3.000 regolari francesi. I ribelli in ripiegamento occuparono buona parte delle province di nord-est e si insediarono a Xam Neua. Fu questo il segnale d'avvio della guerra civile laotiana, che avrebbe insanguinato il paese fino al 1975. Il 19 aprile 1953, Souphanouvong istituì il governo del Pathet Lao nella Provincia di Houaphan. Fu anche istituito un tribunale popolare presieduto da Kaysone, che condannò a morte il governatore della provincia per il supporto dato alla resistenza contro l'avanzata lao-vietnamita.
Con la capitale Luang Prabang che rischiava di cadere in mano al Pathet Lao e ai nord-vietnamiti, la diplomazia statunitense di stanza a Saigon espresse le proprie preoccupazioni alla corte laotiana. In precedenza, le elezioni del 1951 nel regno avevano portato il principe Souvanna Phouma, già in esilio a Bangkok con Lao Issara, a formare un governo di centro il 21 novembre. I francesi, fiaccati dalla guerra d'Indocina, rimossero gli ultimi ostacoli all'indipendenza del Paese siglando il Trattato di amicizia e associazione franco-laotiana il 22 ottobre 1953.

#### Fine della colonizzazione francese ed indipendenza del Laos
Nel 1954, truppe nord-vietnamite furono respinte a nord a Luang Prabang e nel Laos centrale a Thakhek. Furono questi probabilmente tentativi di distrarre l'esercito francese dal vero obiettivo dei Viet Minh, l'assalto alle unità francesi dislocate nel nord-ovest del Vietnam. La successiva battaglia di Dien Bien Phu, combattuta tra il marzo ed il maggio del 1954, vide la distruzione delle truppe dei colonizzatori e la fine del dominio francese in Indocina. Alcuni reparti nord-vietnamiti penetrarono nella zona nemica partendo dal territorio laotiano, il cui confine è a pochi chilometri da Dien Bien Phu. Dopo la vittoria, i nord-vietnamiti distaccarono un gruppo a supporto del Pathet Lao che si insediò a Ban Nameo, nelle montagne del Laos nord-orientale.
Una delegazione del Pathet Lao fu presente alla Conferenza di Ginevra (1954) che sancì l'indipendenza del Laos, ma non venne accettata ai tavoli di trattativa. Alla luce degli strettissimi legami tra i comunisti laotiani e il Vietnam del Nord, furono allora i rappresentanti del Viet Minh a tentare di far valere le ragioni del Pathet Lao. Il movimento non ottenne alcun riconoscimento formale, ma vide garantita la propria temporanea presenza nelle odierne province di Houaphan e Phongsali.

#### La "guerra segreta" americana
Dopo la caduta dei francesi, furono gli statunitensi che si presero in carico di finanziare il Governo Reale Laotiano e l'esercito del regno. Il conflitto divenne così noto sotto il nome di guerra segreta, per il ruolo che vi ebbero gli Stati Uniti, costretti ad agire nell'ombra in Laos dopo che la Conferenza di Ginevra del 1954 ne aveva dichiarato la neutralità. Agli inizi del 1955 fu istituita una missione operativa americana in Laos che pagò l'80% delle spese governative e la totalità delle spese militari. Ciò portò alla rottura delle trattative di riconciliazione nazionale tra il governo di Katay Don Sasorith ed il Pathet Lao, che boicottò le elezioni di quell'anno in segno di protesta per l'ingerenza americana.
Il dialogo con il governo riprese nel 1956 con il ritorno a primo ministro di Souvanna Phouma, fratellastro di Souphanouvong e leader della fazione che spingeva per l'unità nazionale. Il nuovo capo del governo concordò un cessate il fuoco con i comunisti, che posero come condizione il riconoscimento governativo della legittimità del Pathet Lao ad amministrare i territori che occupava. Parallelamente, un sostanzioso numero di truppe laotiane comuniste furono inviate in Vietnam del Nord ad addestrarsi. Per far naufragare queste operazioni senza un coinvolgimento militare diretto, il servizio segreto statunitense della CIA rispose finanziando nel 1957 una forza di 7.000 guerriglieri anti-comunisti di etnia hmong guidati dal generale Vang Pao, che si insediarono sulle colline intorno alla Piana delle Giare, occupata dal Pathet Lao. Questi guerriglieri costituirono per anni una spina nel fianco del Pathet Lao.
Nel 1957, dopo l'Accordo di Vientiane, il Pathet Lao restituì al Regno del Laos il controllo dell'area occupata, ottenendo in cambio l'inclusione di due ministri comunisti nel nuovo governo di coalizione guidato da Suvanna Phuma, uno dei quali fu lo stesso Souphanouvong. Le elezioni del 1958 segnarono un notevole avanzamento del Pathet Lao, che mise in allarme gli Stati Uniti: Washington sospese gli aiuti al Regno del Laos e la crisi che seguì costrinse Suvanna Phuma alle dimissioni. Si instaurò un governo conservatore, che rifiutò di stabilire relazioni diplomatiche con Unione Sovietica, Cina e Vietnam del Nord e avviò ritorsioni contro il Pathet Lao. La situazione precipitò e riprese la guerra civile.

#### Aggravarsi della crisi ed inizio dei bombardamenti americani
Nel 1960, il Laos tornò ad allinearsi su una posizione neutrale con il ritorno al governo di Suvanna Phuma, ma l'occupazione di Vientiane da parte delle truppe dell'ex ministro della difesa, il filoamericano Phumi Nôsavan, costrinse il primo ministro all'esilio in Cambogia. Il conflitto continuò ad infuriare e in breve tempo si fuse con la guerra del Vietnam, facendo dell'Indocina un unico teatro di guerra. I vietnamiti cominciarono la costruzione del sentiero di Ho Chi Minh, che in buona parte attraversava le regioni montuose laotiane, per infiltrare uomini e garantire rifornimenti alle truppe impegnate nella guerriglia nel Vietnam del Sud. Fu questo il principale motivo che spinse gli americani ad intraprendere la più grande campagna di bombardamenti dai tempi della II Guerra Mondiale.
Le inaudite dimensioni dei bombardamenti americani costrinsero nel 1964 le forze del Pathet Lao ad asserragliarsi nelle grotte di Vieng Xay, in provincia di Houaphan, una fittissima rete di 486 cunicoli naturali che furono il rifugio di circa 23.000 ribelli. Molto più vicine ad Hanoi che a Vientiane, le grotte sarebbero diventate nei nove anni successivi la base principale del Pathet Lao, e furono attrezzate con tutto quanto necessario per renderle vivibili, compresa l'attrezzatura ospedaliera. Per tutti gli anni che seguirono il conflitto laotiano si sviluppò su due fronti, quello della Piana delle Giare, nella provincia di Xiangkhoang, che fu teatro di innumerevoli scontri tra le forze comuniste e quelle filo-americane, ed il sentiero di Ho Chi Minh, che divenne sempre più importante nello sgretolamento del regime sudvietnamita. Di pari passo, i bombardamenti aerei divennero sempre più drammatici.

#### Diminuzione dell'attività americana in Laos
Quando il 30 marzo 1972 l'esercito di Hanoi lanciò nel Vietnam del Sud l'Offensiva Nguyen Hue, conosciuta anche come Offensiva Orientale, il massiccio supporto aereo statunitense in difesa dei sud-vietnamiti comportò la riduzione dei raid in Laos settentrionale, che raggiunsero il punto minimo dal 1965. Senza i bombardamenti americani, i comunisti raggiunsero ulteriori conquiste nel nord durante l'anno, ma non riuscirono a sopraffare le forze governative. In novembre il Pathet Lao acconsentì ad incontrare rappresentanti del governo laotiano per discutere un nuovo cessate il fuoco.
Gli Stati Uniti uscirono dal Laos nel 1973 come stabilito negli accordi di pace di Parigi. I nord-vietnamiti non furono obbligati a rimuovere le proprie forze in virtù del trattato. Per salvarsi dalla capitolazione, il governo laotiano fu costretto a far entrare nella propria compagine rappresentanti del Pathet Lao, dopo che gli statunitensi cominciarono a diminuire l'appoggio militare ai sud-vietnamiti e a defilarsi. Il primo ministro laotiano Souvanna Phouma, stanco e demoralizzato, annunciò da Parigi nel 1974 il ritiro dalla vita politica.

### Il trionfo del Pathet Lao
Dopo anni di scontri, nel 1975 la presa di Saigon da parte dei Viet Cong e la conseguente ritirata statunitense spianarono definitivamente la strada al Pathet Lao che, il 2 dicembre 1975, rovesciò il regime monarchico di Savang Vatthana ed istituì la Repubblica Popolare Democratica del Laos, di cui Souphanouvong fu il primo Presidente. La carica di primo ministro fu affidata a Kaysone Phomvihane, leader dell'area più radicale del Pathet Lao e fondatore del Partito Rivoluzionario del Popolo Lao. Il Pathet Lao tentò di appianare le discriminazioni etniche che si erano venute a creare nell'era monarchica, ma dovette ben presto fronteggiare alcune violente azioni di guerriglia lanciate dall'etnia hmong, ad oggi non ancora del tutto cessate. Come rappresaglia per la ribellione, fu ordinato nel 1977 l'internamento della famiglia reale in un campo di rieducazione nella provincia di Houaphan. La maggior parte dei reali laotiani morirono in questo sito.
In seguito il Laos, pur in condizioni di ristrettezze economiche aggravate dall'emigrazione di molti tecnici e intellettuali, mantenne una certa tranquillità interna. Con la caduta del blocco comunista, il Pathet Lao mantenne il potere ed iniziò a compiere progressive aperture all'economia di mercato. Tale scelta ha posto fine all'inflazione e al deprezzamento della moneta locale, ed ha visto la progressiva diffusione nel paese dell'influenza della Cina e degli Stati legati all'occidente, in particolare della Thailandia, che era schierata con gli Stati Uniti durante la guerra civile.